# Educación popular

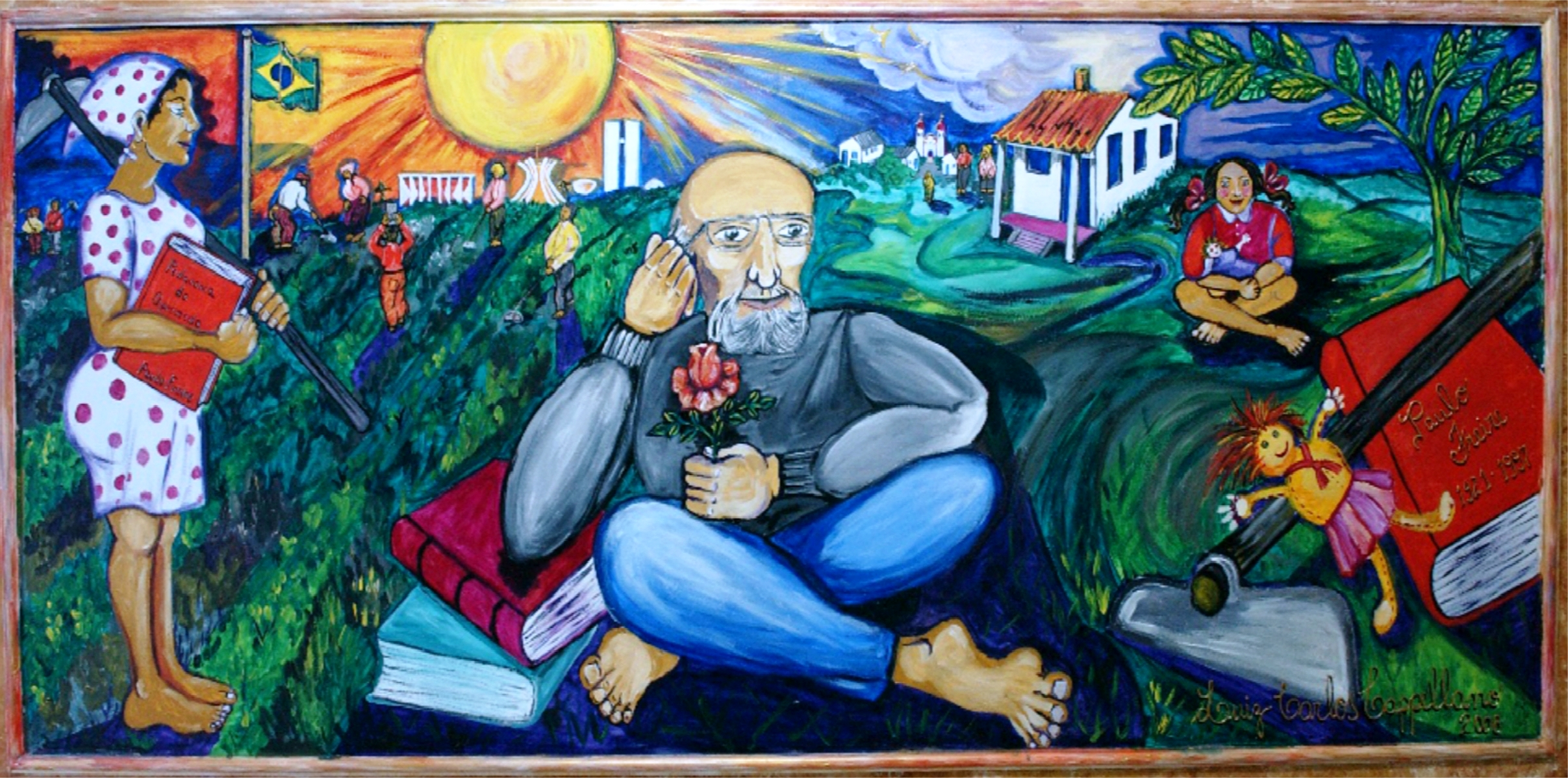
Mural homenaje a Paulo Freire.

La Educación popular (EP) es una rama de las ciencias sociales, específicamente de la pedagogía, que entiende el proceso de aprendizaje como una construcción de conocimiento, transformador y participativo, teniendo en cuenta el contexto social, una intencionalidad emancipadora, generadora de pensamiento crítico y de consecuencias prácticas, desde las relaciones horizontales entre el maestro y los estudiantes, así como la formación de sujetos políticos.
La educación popular se utiliza para clasificar una amplia gama de esfuerzos educativos desde los pueblos originarios (diálogo de saberes), aportes de las comunidades y desarrollada en América Latina desde los años 60 con los aportes de Paulo Freire, procesos alfabetizadores, decoloniales, interculturales, trabajo con adultos, trabajo social y comunitario, entre otros, enmarcada dentro de la educación alternativa.
Los sectores populares pelearon por la ampliación y el cambio de sentido de la educación pública: debía tratarse de un escenario que permitiera tanto comprender el mundo y transformarlo, como expandir el espacio de lo público para poner al alcance de los hijos del pueblo los avances del conocimiento y la cultura. Por esto, la Educación Popular se disputa tanto dentro como fuera de las instituciones educativas. Como sostiene Freire, no hay práctica social más política que la práctica educativa.

## Características
- Modelo educativo de una práctica emancipadora e intencionalidad política, descolonizadora, despatriarcalizadora y democratizadora. Buscando la participación horizontal.[9]
- Diversidad de corrientes de pensamiento en las que se inspira.
- Producción de instrumentos metodológicos y didácticos acordes a los contextos sociales.
- Creación, refuerzo y consolidación de los procesos organizativos de los sectores populares, culturales, políticos, entre otros.
- Poseen un modo de expresión que les permite generar transformaciones y problematizaciones, sobre su propia persona y con quienes interactúa, considerando las diversas culturas que se manifiestan en los contextos educativos en que despliega su saber, saber ser, saber hacer y saber convivir.
- El educador popular es consciente y activo, pues comprende desde lo profundo que salir de la opresión (Freire, 1968), requiere de criterio y sensibilidad (Silva, 1983) para optar por unas y no otras metodologías, y aún más, se desafía a seguir indagando en nuevas opciones, pues sabe que es una tarea urgente y que requiere de una constante reinvención.
- Sistematiza, propone, interroga los alcances de sus propuestas de manera constante y profusa.
- La educación popular teoría desde la práctica, por eso epistemológicamente es una propuesta distinta a la de otras teorías educativas. Se considera parte de los paradigmas emancipadores.[10]

## Orígenes e influencias

### Pueblos originarios y comunidades
- Educación intercultural bilingüe[11][12]

- Educación comunitaria
- Bachilleratos populares.[13]

- Etnoeducación[14]

- Diálogo de saberes

### Maestros delsigloXIX
- Simón Rodríguez[15][16]

- José Martí

### Pensadores delsigloXX
- José Carlos Mariátegui

- Ernesto Che Guevara y la Teología de la Liberación

- Orlando Fals Borda Investigación Acción Participativa.

- Paulo Freire: A partir de los pensamientos y las acciones del educador brasileño Paulo Freire esta corriente educativa empezó a tener gran auge por sus aportes a la pedagogía crítica como un programa de alfabetización de los oprimidos y divulgó por el mundo sus ideas al respecto. Es un modelo de ruptura en relación muchas veces con las prácticas de resistencia. Además, está íntimamente ligada con la desnaturalización de la realidad y la transformación radical de la sociedad.

##### Concepción de la escuela según Paulo Freire
“La escuela es… el lugar donde se hacen amigos, no se trata sólo de edificios, aulas, salas, pizarras, programas, horarios, conceptos… Escuela es sobre todo, gente, gente que trabaja, que estudia, que se alegra, se conoce, se estima. El director es gente, el coordinador es gente, el profesor es gente, el alumno es gente, cada funcionario es gente. Y la escuela será cada vez mejor, en la medida en que cada uno se comporte como compañero, amigo, hermano. Nada de isla donde la gente esté rodeada de cercados por todos los lados. Nada de convivir las personas y que después descubras que no existe amistad con nadie. Nada de ser como el bloque que forman las paredes, indiferente, frío, solo. Importante en la escuela no es sólo estudiar, no es sólo trabajar, es también crear lazos de amistad, es crear un ambiente de camaradería, es convivir, es unirse. Ahora bien, es lógico… que en una escuela así sea fácil estudiar, trabajar, crecer, hacer amigos, educarse, ser feliz”. Paulo Freire
A partir de este poema podemos extraer las diferentes ideas:
- La comunicación e interacción entre todos los participantes para conseguir libertad humana.
- Prima la democracia en la escuela enfocada en el alumno a través de una pedagogía práctica.
- Existe una interrelación entre docente y discente, aprenden y enseñan mutuamente.
- Su filosofía educativa pretende ponerse en el lugar de los oprimidos.
- El diálogo es la base de esta metodología.
- Es de vital importancia el respeto entre las personas.

##### Metodología de la educación popular de Paulo Freire
Objetivo: La educación como práctica de la libertad, cambiar la sociedad gracias a la alfabetización para que los oprimidos se conozcan a sí mismos y se desarrollen socialmente. Además de recuperar su dignidad perdida los alfabetizandos no sólo aprenden a leer y escribir, aprenden a escribir su vida como autor y testigo de su historia.
Métodos: el principal método es el diálogo, es decir, lo que más se utiliza son recursos orales. Un diálogo adaptado a cada contexto y a cada individuo, en el que todos participen de una manera activa siguiendo las siguientes fases:
- Inmersión del educador en la forma de vida, cultura y lenguaje de los educandos. Así el educador empatiza con los educandos y aprendiendo de ellos. Investigar el universo de las palabras habladas en el medio cultural del alfabetizando permite un rápido dominio de la palabra escrita.[18]
- Creación de grandes láminas con dibujos que representen escenas de la vida cotidiana de los educandos.
- Creación de círculos de discusión en los que se van debatiendo sobre lo que se ve en cada lámina. El educador no es pasivo, sino que escucha y va anotando las primeras palabras significativas que surgen, llamadas palabras generadoras que propician la formación de otras, son palabras con gran significado extraído de la experiencia vivida de los alfabetizando.[19]
- Aprender la escritura de las palabras generadoras diferenciando sus sílabas y así rápidamente van surgiendo nuevos conceptos que van aumentando su grado de abstracción.
- Discusión y escritura de conceptos abstractos. Llegan de manera natural a la definición antes que a la escritura del propio concepto.
- Proceso: el proceso de educación popular, que es circular, tiene varias etapas. Estas etapas serían:
  - Concientización: reconocer críticamente la realidad y la propia práctica.
  - Comprender y construir nuevas formas de actuar.
  - Cambiar la práctica con el fin de mejorar la realidad.
  - Actuar sobre la realidad.

##### La educación popular y la educación bancaria
La educación popular/liberadora se contrapone a la educación bancaria. Esta última entiende a los participantes del proceso educativo como recipientes que pueden ser llenados de conocimientos. Se caracteriza por ser una práctica autoritaria y de traspaso unilateral de conocimiento, sin reflexión ni crítica. La educación popular o liberadora, en cambio, se caracteriza por ser un espacio de diálogo, encuentro y reflexión. A través de la superación de la contradicción educador - educando nadie educa a nadie, sino que todos aprenden y generan conocimiento popular y colectivo. "En vez de comunicarse, el educador hace comunicados y depósitos que los educandos, meras incidencias, reciben pacientemente, memorizan y repiten. Tal es la concepción “bancaria” de la educación, en que el único margen de acción que se ofrece a los educandos es el de recibir los depósitos, guardarlos y archivarlos. Margen que sólo les permite ser coleccionistas o fichadores de cosas que archivan. [...]
En la visión “bancaria” de la educación, el “saber”, el conocimiento, es una donación de aquellos que se juzgan sabios a los que juzgan ignorantes. Donación que se  basa en una de las manifestaciones instrumentales de la ideología de la opresión: la absolutización de la ignorancia, que constituye lo que llamamos alienación de la ignorancia, según la cual ésta se encuentra siempre en el otro."
La teoría de la educación popular, creada por Freire, tiene los siguientes puntos:
- Crítica y dialéctica: Transformar al sujeto a partir de un proceso de educación contextual. Que el oprimido tenga las condiciones para descubrirse y conquistarse reflexivamente, como sujeto de su propio destino histórico.
- Contexto: La persona siempre es en relación con un contexto social.
- Método: La utilización de los recursos orales fundamentalmente. Depende del marco de referencia que se utilice. La evaluación también será contextual.
- Praxis: Toda teoría de la educación popular tiene que tener consecuencias prácticas.

La educación popular tiene numerosos enlaces con la llamada pedagogía crítica y ha sido uno de los pocos movimientos críticos del siglo XX que han resistido los cambios sociales de manera exitosa en el siglo XXI.
En oposición muchas veces a los sistemas educativos oficiales, la educación popular se puede definir como una labor educativa diseñada para fomentar el sentido crítico de sus participantes y para permitir que tomen conciencia de cómo las experiencias personales de un individuo están conectadas con problemas sociales de índole más generalizada. Se intenta dotar de herramientas intelectuales a los participantes para actuar y cambiar la sociedad. Este es el enfoque que podemos relacionar con la pedagogía de Paulo Freire
Paulo Freire y algunas corrientes críticas dentro de la pedagogía y la sociología. Podemos relacionar con esta visión de la pedagogía, numerosos movimientos políticos y sociales, como el anarquismo, que a lo largo del siglo XX han inspirado escuelas y modelos teóricos alternativos caracterizados por una horizontalidad que implica una forma de relaciones humanas y educativas que rompen el estilo vertical, criticado por ellos, de la práctica educativa. En esta línea, hay universidades populares, ateneos anarquistas, escuelas no directivas e incluso proyectos profundamente transgresores como la anti-pedagogía de Iván Illich.

## Perfil del educador popular

### Desde un enfoque de competencias básicas e integrales
La educación popular ante todo considera invaluable la experiencia de este campo en la educación no formal, que ha sido el pilar de su lucha. Si bien es cierto que esta educación está más presente en los ámbitos no formales, Paulo Freire siempre llamó ha que la educación en general se tratara desde esta perspectiva, de ahí que abordara estas sugerencias en distintas obras como Pedagogia da Autonomia en donde explica cómo debería actuar un educador popular para conseguir enseñar para la emancipación.

### Pensadores y educadores populares reconocidos
- José Luis Rebellato
- Marco Raúl Mejía Jiménez
- Alfonso Torres Carrillo
- Carlos Núñez Hurtado
- Moacir Gadotti

## Experiencias de la educación popular en el mundo

### Brasil
La educación popular ha pasado por distintas etapas. Nació en América Latina en los años 50, concretamente en Brasil, un país con graves desigualdades sociales. En la década de los 60 el objetivo es formar organizaciones que cambien la realidad. En los años setenta se fortalecieron los movimientos populares que comenzaron años anteriores. Durante la siguiente década se profundizó en profesionalizar a los grupos educativos que ya existían. En los inicios de los años noventa la educación popular entró en crisis, criticándose la escasa base pedagógica de sus métodos y técnicas; aunque a mediados de este período se volvería a revalorizar. Influenciada también por el Movimiento de los Trabajadores Rurales Sin Tierra (MST).

### Cuba y Nicaragua
La educación popular como movimiento se ve influenciada por las experiencias alfabetizadoras de Cuba y Nicaragua a través de sus revoluciones que tendrían gran repercusión en el resto de América Latina con influencias de las epistemologías del sur. Diversos y distintos movimientos sociales latinoamericanos han llevado a cabo experiencias de educación popular dentro de sus prácticas políticas.

### México
Desde la Revolución Mexicana se propone la necesidad de reformas educativas populares para el país. Existen procesos desde el Ejército Zapatista de Liberación Nacional (EZLN) a través de las Escuelas Secundarias Rebeldes Autónomas Zapatistas. Procesos de alfabetización como Adeco (Acciones para el Desarrollo Comunitario A.C.) desde 1982.

### Argentina
En Argentina, la Universidad Trashumante, la Universidad Popular de las Madres de Plaza de Mayo y los bachilleratos populares (con materias como cooperativismo) a estos últimos se les ha reconocido, en la mayor parte de los casos, la validez del título. La Cooperativa de Educadores e Investigadores Populares, la influencia de la epistemología del Sur de Enrique Dussel. 

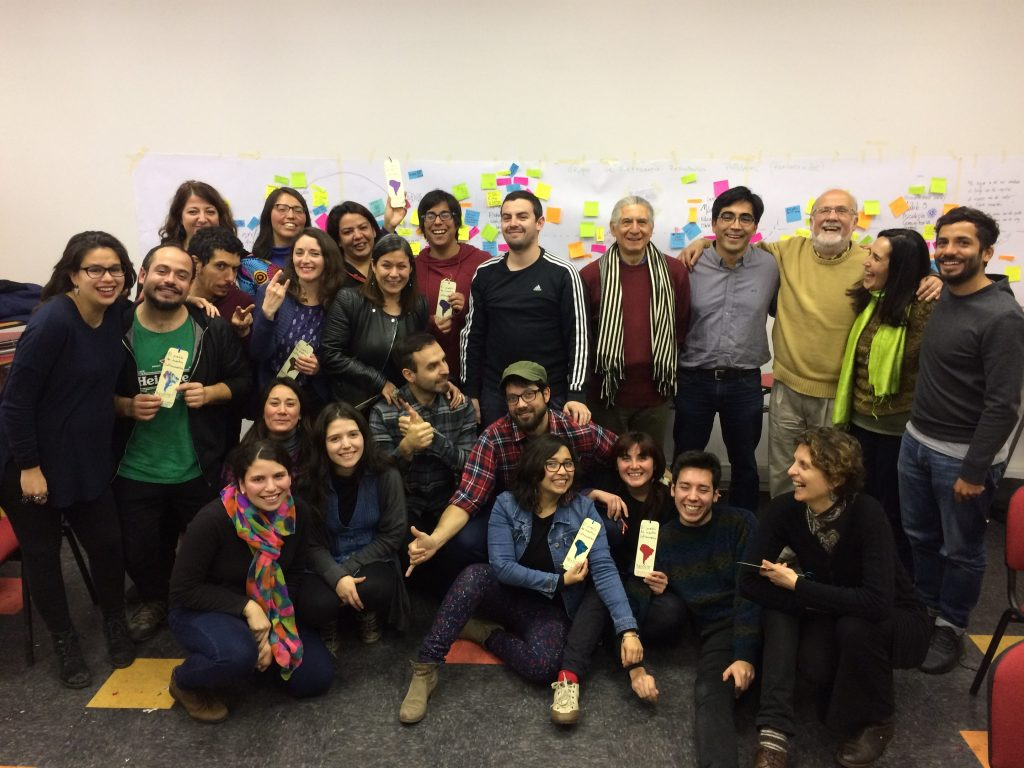
Grupo versión Diplomado Educación popular y Psicología Comunitaria. Año 2017

### Chile
En Chile, el movimiento nacional de educadores populares MOVER, la Red de Educadores y Educadoras Populares de Santiago y el Colectivo Caracol, Escuelas libres y preuniversitarios populares. Los colectivos de Educación popular participan en las Protestas en Chile de 2019. También los aportes pedagógicos de Hugo Zemelman. 
Dentro de los colectivos con una importante trayectoria en el levantamiento de propuestas de educación popular en Chile, también podemos destacar al Colectivo Paulo Freire, que desde el año 2007, integrado por un conjunto de educadores, entre ellos, algunos integrantes del CIDE, Jorge Fredericksen, Eugenio Oyarzún, David Órdenes,  Carlos Acevedo, Daniel Fauré y, el destacado educador popular e historiador Luis Bustos, han desarrollado una importante labor como educadores y educadoras, no solo de trabajo en los territorios, sino también en procesos de sistematización y formación.
Movidos por las ideas de Paulo Freire, quien tuvo una importante influencia en Chile. Han desarrollado su labor en diversas formas, destacándose su trabajo en el territorio, las acciones con diversas comunidades educativas, barriales, colectivas y colectivos, grupos universitarios, etc.; y, también, su oficio de sistematización y construcción de saberes que se ha plasmado en la colaboración en el despliegue de algunas propuestas formativas, como lo ha sido un Diplomado de Educación Popular y Psicología Comunitaria, en convenio con la Escuela de Psicología de la Universidad de Valparaíso, y también en un conjunto de publicaciones, como por ejemplo: "Somos Andando, Prácticas, caminos y saberes para construir Educación Popular hoy", (2012) publicado por la Editorial Quimantú, que reúne escritos de los que integran el Colectivo, y el Boletín Colectivo Paulo Freire Chile. Diplomado, además que ha destacado por la construcción de saberes de sus participantes, alzando su voz ante el contexto nacional y barrial, como el Manifiesto de la segunda versión, también de la experiencia de formación.

### Colombia
En Colombia la Educación Popular se consolida con la educación para adultos, y para habitantes de calle en un principio, y con varias experiencias de trabajos alfabetizadores, y de esfuerzos académicos como Dimensión Educativa donde participaron Lola Cendales, Germán Mariño, Mario Peresson, Alfonso Torres y Fernando Torres desde los años 70 (quienes también participaron en la experiencia alfabetizadora en Nicaragua), los aportes de investigación acción participativa de Orlando Fals Borda, los trabajos de Marco Raúl Mejía, Piedad Ortega en las Pedagogías Críticas entre otros y con procesos de colectivos de educación popular, fútbol popular, feminismo,huertas comunitarias, trabajo comunitario, memoria histórica y archivo en Derechos Humanos, entre otras que se han consolidado a lo largo de los años. También aportan y son muestras del avance en educación popular la Licenciatura en Educación Comunitaria en la Universidad Pedagógica Nacional, la Licenciatura en Educación Popular en la Universidad del Valle, Licenciatura en Pedagogía de la Madre Tierra en la Universidad de Antioquia, Licenciatura en Etnoeducación en la Universidad Tecnólogica de Pereira, entre otras experiencias educativas populares importantes en distintos espacios académicos de Colombia.
En el Suroccidente Colombiano surge como alternativa a la educación generalizada de las universidades, la propuesta de la Universidad Autónoma Indígena Intercultural, UAIIN-CRIC que propone rescatar la Educación desde el principio del SEIP (Sistema Educativo Indígena Propio), una Universidad que proviene de los territorios y busca fortalecer las dinámicas propias que enraízan las costumbres de las comunidades, esta Universidad ubicada en la Ciudad de Popayán, se extiende por el litoral Caucano, también ofrece formación a las diferentes comunidades del territorio Colombiano, bajo la consigna de CRIC Nacional.

### La Investigación como Estrategia Pedagógica
Es una metodología de investigación formativa que busca promover las vocaciones científicas en niños, niñas y adolescentes en el escenario escolar, a través de la conformación de semilleros de investigación. Sus fundamentos son la pedagogía crítica, la educación popular, el enfoque sociocultural y el construccionismo social. La Investigación como Estrategia es una apuesta por situar la investigación y la ciencia desde el contexto de la escuela con el objetivo de formar ciudadanos y ciudadanas acordes a las transformaciones epocales en el conocimiento, la tecnología, la información, los nuevos lenguajes, la comunicación y la innovación.
Sus autores son los educadores colombianos Marco Raúl Mejía y María Elena Manjarrés, quienes plantearon dicha metodología para el programa Ondas enfocado a la promoción de vocaciones científicas en el sistema escolar colombiano, reconociéndola como una hija legítima de la investigación acción participativa y la educación popular. Los niños, niñas y jóvenes son el centro en el proceso de enseñanza aprendizaje y viven la experiencia de ser investigadores recorriendo todas las etapas del método científico acorde a sus expectativas e intereses.

### Ecuador
Universidad Amawtay Wasi en educación intercultural.
En Ecuador, el Instituto de Investigación, Educación y Promoción Popular del Ecuador - INEPE-, es una organización comunitaria  que desde 1985 realiza un trabajo permanente en procesos de Educación Popular con niños, niñas, jóvenes y adultos de los sectores populares en la ciudad de Quito. Es una experiencia que recrea los postulados de Paulo Freire adaptándolos a la educación inicial, primaria, secundaria y educación universitaria además de realizar un trabajo comunitario con los habitantes de La Dolorosa de Chilibulo sector donde se encuentra localizada.

### Perú
En Perú los trabajos de José Carlos Mariátegui y de Aníbal Quijano contribuyeron al pensamiento decolonial clave para la educación popular latinoamericana.

### Bolivia
En Bolivia las organizaciones y movimientos sociales como: la Federación Departamental Única De Mujeres Campesinas Indígenas Originarias De La Paz “Bartolina Sisa” la Central Obrera Boliviana (COB), la Federación de Juntas Vecinales de la Ciudad de El Alto (FEJUVE), y la Coordinadora de la Mujer “Gregoria Apaza”, en el departamento de La Paz, junto a La Confederación de Cocaleros del Trópico de Cochabamba. Se destaca también el aporte de pensadoras como Silvia Rivera Cusicanqui.

### Uruguay
En Uruguay la influencia del pensamiento y obras de Eduardo Galeano contribuyó a la influencia del pensamiento latinoamericano y en la educación.

### Estados Unidos y Canadá
En los Estados Unidos y Canadá, la educación popular influyó en la educación en justicia social y en la pedagogía crítica, hay ejemplos de educación popular que crecieron junto e independientemente de la educación popular en América Latina. Como los trabajos de Myles Horton, Henry Giroux y Peter McLaren.

### Europa
En Alemania se crea en 1990 el Instituto Paulo Freire de Berlín, a partir del debate sobre el enfoque de la pedagogía de la liberación.
Para atender la demanda, el Instituto Paulo Freire desarrolló un departamento que trata la expansión de la ideología del pedagogo por todo el mundo. La Universidad de Paulo Freire fue creada en el 2000, durante un encuentro de pedagogos realizado en Bolonia (Italia). El coordinador de la universidad, Jason Mafra, afirma que la función del departamento es orientar a los estudiosos que se interesan por el instituto.

### Israel y Sudáfrica
En 2008 fueron inaugurados el Instituto Paulo Freire de Israel y de Sudáfrica. Actualmente más de cien países poseen núcleos de estudios, cátedras o institutos que trabajan bajo los oficios de la pedagogía liberadora, desarrollada por el educador.

## La Educación Popular como influencia en las relaciones humanas
La Educación popular emplea propuestas metodológicas, pedagógicas y didácticas basadas en la participación, en el diálogo, y en la complementación de distintos saberes que siempre van direccionados a cambiar injusticias sociales a través de la praxis. La transformación educativa es un elemento fundamental en la lucha por una sociedad más justa, y como lo afirma Freire, la Educación Popular está basada en vínculos interpersonales que se construyen al aprender.
La praxis que plantea Freire es un elemento esencial para el proceso educativo, la teoría y la práctica no deberían de dicotomizarse en cuanto a las acciones sociales, ya que de esta manera se efectúa el propósito de la Educación Liberadora. La emancipación, hace alusión a que nos debemos de separar de la realidad impuesta, y poder crear relaciones solidarias, capaces de reconocer a otros sujetos sociales como una forma de aprendizaje y como una forma de revelación ante prácticas sociales conformistas y monótonas.
En contraste, la Educación Bancaria, pone en evidencia la homogeneización del pensamiento del educando dejando fuera el contexto social e histórico, los intereses, el diálogo y las aspiraciones. Este proceso bancario responde a intereses emitidos por parte del opresor (el sistema en el que estamos inmersos) que impide una visión crítica del mundo. Es decir, que “el hombre está en el mundo pero no con el mundo y con los otros”, (Freire, 1981) y si el hombre no está con el mundo le será imposible cambiarlo.Si partimos de la idea de que la educación es esencial para el cambio social y este solo se puede lograr en colectivo, por ende se necesita un proceso educativo que apele al cuestionamiento para lograr construir relaciones interpersonales que estén basadas en el diálogo y en la horizontalidad. Sin embargo, resulta un círculo vicioso porque este sistema no nos permite tener otro tipo de educación pero al mismo tiempo la Educación Popular es un factor esencial para cambiar este sistema.Es por esto que la Educación Popular puede influenciar las relaciones humanas, porque de un cambio interpersonal se puede llegar a uno en colectivo y cambiar nuestra realidad social. Al respecto se escribieron muchos libros narrando estás experiencias educativas, entre ellos se puede encontrar "La transformación social a través del arte y la pedagogía" de los autores Dominique Gromez y Ulises Barreiro.